# Johann Conrad Hinrichs

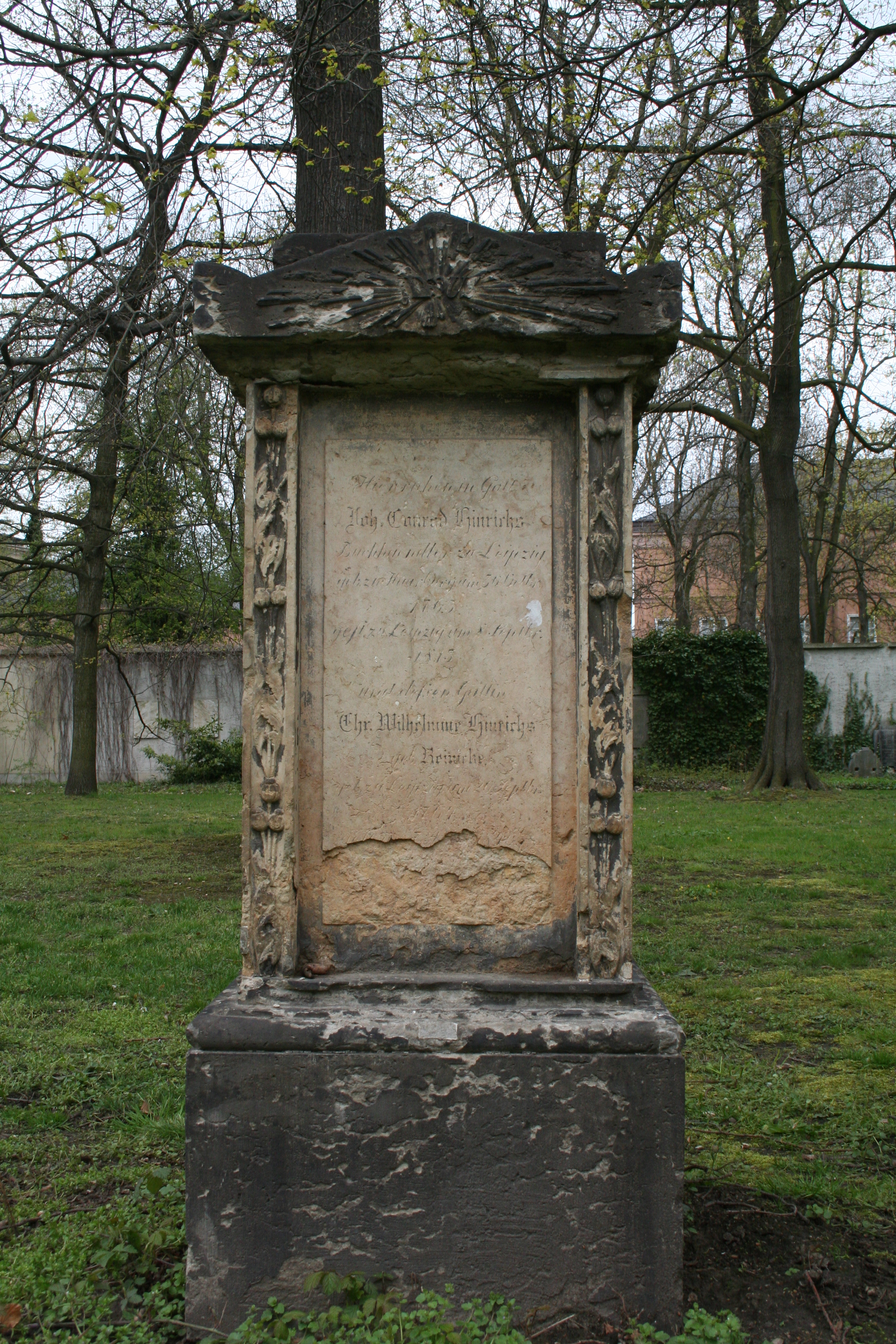
Grabstein J. C. Hinrichs’ auf dem Alten Johannisfriedhof in Leipzig

Johann Conrad Hinrichs (* 30. Oktober 1763 in Harburg bei Hamburg; † 22. September 1813 in Leipzig) war ein deutscher Buchhändler und Verleger.

## Leben
1796 wurde Hinrichs Teilhaber einer am 1. August 1791 durch August Leberecht Reinicke in Leipzig gegründeten Buchhandlung. Ab 1801 führte er die Buchhandlung allein. Den Grundstock seiner eigenen Publikationen bildete ein seit 1798 halbjährlich erschienener Katalog sämtlicher Neuerscheinungen. Dieser Katalog war vollständiger und erschien schneller als vergleichbare Werke, weshalb er bald eine Auflage von 5.000 Stück erreichte. Bald darauf folgten verschiedene Werke der Reiseliteratur sowie Publikationen zur Rechts- und Staatswissenschaft und zur Geschichte.
Hinrichs starb am 22. September 1813. Sein Grab befindet sich auf dem Alten Johannisfriedhof in Leipzig. Sein Geschäft wurde nach seinem Tod von seiner Witwe Christiane Wilhelmine Hinrichs, einer Schwester Reinickes, zunächst allein und ab 1816 zusammen mit ihren Neffen Christian Friedrich Adolf Rost geführt. Dieser wurde am 1. August 1819 Teilhaber, das Geschäft trug fortan den Namen J. C. Hinrichs’sche Buchhandlung und existierte – inzwischen auf Werke zur Theologie und Orientwissenschaften spezialisiert – bis ins 20. Jahrhundert.
1926 wurde zu Ehren Johann Conrad Hinrichs’ im Leipziger Stadtteil Neuschönefeld eine Straße nach ihm benannt.
Das Archiv des Verlags J. C. Hinrichs, Leipzig, verbrannte weitgehend bei dem Bombenangriff auf Leipzig Anfang Dezember 1943. Verbliebene Reste im Umfang von rund sieben laufenden Metern befinden sich seit dem Jahr 2010 im Sächsischen Staatsarchiv – Staatsarchiv Leipzig und sind dort als Bestand 22208 J. C. Hinrichs Verlag, Leipzig benutzbar. Es handelt sich überwiegend um Korrespondenzen mit bedeutenden Wissenschaftlern aus den Gebieten der Ägyptologie, Orientalistik und Theologie.